# Потік середньої кривини
Потік середньої кривини — визначений процес деформації гіперповерхонь в римановом многовиді, зокрема для поверхонь в 3-вимірному евклідовому просторі.
Потік деформує поверхню в нормальному напрямку зі швидкістю, що дорівнює її середній кривині. Наприклад, сфера під дією потоку стискається в точку.

## Рівнення
Однопараметричне сімейство поверхонь {\displaystyle f_{t}\colon S\hookrightarrow M} є потоком середньої кривини, якщо
{\displaystyle {\frac {\partial f_{t}(x)}{\partial t}}=H_{t}(x)\cdot n(x),}
де {\displaystyle H_{t}(x)} і {\displaystyle n(x)} позначають середню кривину і одиничний вектор нормалі до поверхні {\displaystyle f_{t}(S)} в точці {\displaystyle f_{t}(x)}.

## Властивості
- Рівняння потоку є параболічним диференціальним рівнянням в частинних похідних.
  - Зокрема, це гарантує існування розв'язку для малих значень тимчасового параметра.
- Мінімальні поверхні є критичними точками для потоку середньої кривини.
- Зазвичай потік середньої кривизни формує особливість за скінченний час, починаючи з якої потік перестає бути визначений.
- Формула монотонності Г'юскена[en]
- Під дією потоку замкнута опукла гіперповерхня в евклідовому просторі залишається опуклою. Більш того, вона переходить в точку за скінченний час, і безпосередньо до цього моменту поверхня наближається до стандартної сфері з точністю до зміни масштабу.